# Vereniging Nederland-USSR
De Vereniging Nederland-USSR was een Nederlandse organisatie die als doel had informatie over de Sovjet-Unie te verspreiden. Wim Hulst was daar eerst werkzaam als secretaris en van 1967 tot 1989 als voorzitter; ook was Hulst lange tijd directeur van Vernu, het reisbureau van de Vereniging Nederland-USSR. De vereniging gaf ook een maandblad uit en organiseerde reizen naar de Sovjet-Unie. In april 1992 werd de naam veranderd in Vereniging voor culturele betrekkingen met de landen van de voormalige Sovjet-Unie (Nederland-VUSR)
In 1967 verbrak de CPN, die eerst wel de touwtjes in handen had bij de vereniging, in verband met allerlei verwikkelingen in de partij, alle banden met de Vereniging Nederland-USSR. Hulst bleef toen onverminderd in functie bij de vereniging.
Voor 1940 bestond een soortgelijke organisatie: de Vereniging Vrienden der Sovjet-Unie (VVSU). De Nederlandse regering beschouwde de VVSU als een communistische mantelorganisatie. SDAP-lid Rika Brok-Troelstra werd door de VVSU uitgenodigd om in 1935 Rusland te bezoeken als lid van een Nederlandse arbeidersdelegatie.  Via SDAP-voorzitter Koos Vorrink probeerde zij namens de SDAP deel te nemen aan deze reis. Vorrink voelde hier niets voor. Brok-Troelstra kwam eind mei 1935 enthousiast terug uit de Sovjet-Unie. Zij hield in Nederland lezingen voor de VVSU en schreef een brochure Het wonder in de Sovjet-Unie. Het partijbestuur van de SDAP besloot haar te royeren.